# Cortinarius occidentalis
Cortinarius occidentalis är en svampart. Cortinarius occidentalis ingår i släktet Cortinarius och familjen spindlingar.

## Underarter
Arten delas in i följande underarter:
- obscurus
- occidentalis